# Aanslag op de internationale vredesmacht in Beiroet
De aanslag op de Amerikaanse barakken in Beiroet vond plaats op 23 oktober 1983. Tijdens de Libanese Burgeroorlog reden twee met explosieven geladen vrachtwagens in op barakken waar Amerikaanse en Franse soldaten, die behoorden tot een internationale vredesmacht (deze vredesmacht moet niet verward worden met UNIFIL), in gelegerd waren. Bij de aanslag verloren 299 mensen, waaronder 241 Amerikaanse mariniers en 58 Franse paratroopers, het leven. Verantwoordelijk voor de aanslag, met hulp van Iran, was de islamitische factie Hezbollah. 
De aanslag kwam voort uit het gevoel onder Libanese moslims dat de Amerikaanse soldaten niet deel uitmaakten van een vredesmissie, maar een partij waren in het conflict. Iran nam het initiatief tot de aanslag vanwege de steun die de Verenigde Staten aan Irak bood tijdens de Irak-Iranoorlog. Dit deed zij door het ter beschikking stellen van een handelskrediet van tweeënhalf miljard aan Irak, terwijl schepen met wapens voor Iran aan boord werden vastgehouden. 
Op de aanslag kwam vanaf de Amerikaanse kant nooit een serieuze vergeldingsmaatregel. Frankrijk reageerde met een paar luchtaanvallen op doelen van Hezbollah in de Bekavallei. Het gevolg van de aanslag was dat de internationale vredesmacht zich terugtrok uit Libanon. Zij had daar gezeten sinds de terugtrekking van de PLO toen Israël Libanon binnenviel in 1982.  Er kwamen nieuwe dreigementen met aanslagen op de internationale vredesmacht. Op 7 februari 1984 gaf president Ronald Reagan daarom het bevel om deze te laten terugtrekken. 
De aanslag zorgde intussen wel voor een massale steun voor Hezbollah. Door de meeste Libanese moslims werd zij nu gezien als de speerpunt van de strijd van moslims tegen de buitenlandse bezetting. 
Een Amerikaanse rechtbank hield Imad Mughniyad verantwoordelijk als het meesterbrein achter de aanslag. Hij werd nooit gepakt, maar verloor op 12 februari 2008 in Syrië het leven door een autobom. Wie er achter de aanslag met de autobom zat is onbekend. Zowel Israël als de Verenigde Staten ontkenden elke betrokkenheid hierin.